# Oscar Lambret
Oscar Lambret, né le 20 juillet 1872 à Avesnelles et mort le 17 octobre 1943 à Lille, est un chirurgien et professeur de l'université de Lille. Il est l'initiateur du Centre hospitalier régional universitaire de Lille et du centre de lutte contre le cancer qui porte maintenant son nom.

## Biographie
Oscar Lambret fait  ses études à la Faculté de Médecine de Lille, Il soutient sa thèse de médecine en 1896 et réussit le concours d'internat en 1893. En 1895, il est chef de clinique dans le service de chirurgie de l'hôpital Saint-Sauveur. En 1901 il est agrégé et  en 1905 il  est le directeur du service de clinique chirurgicale de l'Hôpital Saint-Sauveur. Il sera titulaire de la chaire de Chirurgie Générale en 1913. Ses recherches et publications seront en relation directe avec ses activités de chirurgien.
En 1919, il est élu par ses pairs membre de la commission administrative des Hospices de Lille. Il devient vice-président de cette commission en 1926 auprès du maire Roger Salengro. Il a l'idée de regrouper sur un seul site l'ensemble des activités médicales de recherche, d'enseignement, de chirurgie et de soins. Grâce à son travail de persuasion auprès de Roger Salengro et du recteur Albert Châtelet, la commission décide la création d'une nouvelle cité hospitalo-universitaire à Lille. L'architecte Paul Nelson propose entre mars et décembre 1932, un plan d'ensemble avec une forme rayonnante. Le concours d'architecture est gagné par Jean Walter, Urbain Cassan et Louis Madeline. Les travaux  débutent en 1936, ils seront interrompus durant la seconde guerre mondiale, et s’achèveront en 1953. Le Centre hospitalier régional universitaire de Lille est mis en place, il se développe rapidement.
Oscar Lambret est, à partir du début des années 1930, le directeur du Centre anti-cancéreux de la région Nord. Il est le premier directeur de l'Institut de recherches sur le cancer de Lille. La fondation portant l'institut est créée en 1936. Le bâtiment hébergeant l’institut ouvre en 1939.
Il est  le président du Congrès français de Chirurgie en 1931. Il devient membre correspondant de l'Académie nationale de médecine à partir de 1936.
Il est enterré au Cimetière de l'est à Lille.

## Reconnaissance
En 1937, il est promu, par le président Lebrun, grand officier de la Légion d'honneur.
Sa nécrologie, rédigée par le professeur Gustave Roussy, montre l'importance d'Oscar Lambret dans le développement hospitalier de Lille entre les deux guerres.
L'avenue qui dessert le centre hospitalier de Lille porte son nom.
Le centre anticancéreux régional, inauguré dans les années 1950, se nomme le Centre Oscar-Lambret, le COL pour les Lillois.
La station de métro de la ligne 1 qui permet l'accès à la cité hospitalière s'appelle CHU - Centre Oscar-Lambret.

## Publications
- 1896 Quelques considérations sur les fractures indirectes de la colonne vertébrale, Thèse de médecine[7]
- 1928 Un cas de diverticules multiples du jéjuno-iléon, Paris, Masson, Extrait des "Archives des maladies de l'appareil digestif", T. XVIII. N° 7, juillet 1928, avec Hippolyte Surmont[8]
- 1931 Traitement chirurgical de la ptose gastrique par l'opération de suspension-coulissage de la grande courbure, Paris, Masson, pages 529-545, dans "Archives des maladies de l'appareil digestif"[9]
- 1936 La Chirurgie du cancer du poumon. Bases anatomo-cliniques et expérimentales, technique opératoire Paris, Lille, impr. A. Taffin-Lefort ; Paris, Masson[10]
- 1943 La Maladie post-opératoire, étude biologique et essai prophylactique, Paris, Masson, 94 pages[11]